# С-200
С-200 Ангара/Вега/Дубна (по классификации НАТО — SA-5 Gammon «окорок, обман») — советский зенитный-ракетный комплекс (ЗРК) дальнего действия. Предназначен для обороны больших площадей от бомбардировщиков и других стратегических летательных аппаратов.
Первоначальная версия комплекса была разработана в 1964 году (ОКБ-2, гл. конструктор П. Д. Грушин), с целью замены незавершённой противоракеты РЗ-25/5В11 «Даль» (при этом разработка комплекса С-200 маскировалась показами на военных парадах массовых макетов ракет «Даль»). На вооружении с 1967 года. Как наиболее мощное оружие система С-200 длительное время была развёрнута только на территории СССР, поставки её за рубеж начались в 1980х годах, когда появилась ЗРС С-300П (с 1979).
Следующим комплексом, разработанным в СССР для поражения целей на больших дальностях, стал ЗРК С-300.

## Ракеты
Пуск ракеты осуществляется с помощью четырёх твердотопливных ускорителей суммарной тягой в 168 тс устанавливаемых на корпус маршевой ступени ракеты (одной из двух модификаций 5С25 или 5С28). В процессе разгона ракеты ускорителями запускается маршевый жидкостный ракетный двигатель выполненный по открытой схеме, в котором в качестве окислителя используется смесь АК-27, а горючее — ТГ-02 («Самин»). В зависимости от дальности до цели ракета выбирает режим работы двигателя с тем, чтобы ко времени подлёта к цели остаток топлива был минимально достаточным, для повышения манёвренности. Максимальная дальность полёта — от 160 до 300 км, в зависимости от модели ракет (5В21, 5В21B, 5В28, 5В28М).
- Ракета имеет длину 11 м и стартовую массу 7,1 т, из них 3 т приходится на ускорители (для С-200В).
- Скорость полёта ракеты: 700—1200 м/с, в зависимости от дальности.
- Высота зоны поражения: от 300 м до 27 км для ранних, и до 40,8 км для более поздних моделей
- Глубина зоны поражения: от 7 км до 200 км для ранних, и до 255 км для поздних модификаций.

Бортовая электросеть в полёте питается от бортового источника питания (БИП) 5И43 включающего в себя турбину, работающую на тех же компонентах топлива, что и маршевый двигатель ракеты, гидроагрегат поддержания давления в гидравлической системе рулевых приводов и два электрогенератора.
Ракета наводится на цель, используя отражённый от цели луч радиолокатора подсвета цели (РПЦ). Полуактивная головка самонаведения расположена в головной части ракеты под радиопрозрачным обтекателем (РПО) и включает в себя параболическую антенну диаметром около 600 мм и ламповый аналоговый вычислительный блок. Наведение осуществляется методом с постоянным углом упреждения на начальном участке полёта при наведении на цели в дальней зоне поражения. После выхода из плотных слоёв атмосферы или сразу после старта, при стрельбе в ближнюю зону, ракета наводится по методу пропорционального сближения.

### Боевая часть
В ракете 5В21 устанавливается осколочно-фугасная боевая часть 5Б14Ш, область поражения которой представляет собой сферу с двумя коническими вырезами в передней и задней полусферах.
Углы при вершинах конусов разлёта осколков равны 60°. Статический угол разлёта сферических поражающих элементов (ПЭ) в боковой плоскости равен 120°. Такая боевая часть в отличие от боевых частей ЗУР первого поколения, имеющих узконаправленное поле разлёта ПЭ, обеспечивает накрытие цели при всех возможных условиях встречи ракеты с целью.
Поражающими элементами боевой части являются стальные элементы сферической формы, имеющие начальную скорость разлёта в статике 1700 м/с.
Диаметр поражающих элементов 9,5 мм (21 тыс. штук) и 7,9 мм (16 тыс. штук). Всего 37 тыс. штук элементов.
Масса боевой части — 220 кг. Масса разрывного заряда — взрывчатого вещества «ТГ-20/80» (20 % тротила / 80 % гексогена) — 90 кг.
Подрыв производится по команде активного радиолокационного взрывателя (угол поражения приблизительно 60° к оси полёта ракеты, удаление — несколько десятков метров) при пролёте ракеты в непосредственной близости от цели. При срабатывании БЧ формируется конусообразное поле ГПЭ по направлению полёта с наклоном примерно 60° от продольной оси ракеты. В случае большого промаха — БЧ подрывается в конце управляемого полёта ракеты, по пропаданию бортового питания.
Существовали также варианты ракет с ядерной специальной боевой частью (СБЧ ТА-18) для поражения групповых целей (например 5В28Н (В-880Н)).

### Наведение на цель
Ракета 5В21А имеет полуактивную головку самонаведения, основным назначением которой является приём отражённых сигналов от цели, автоматическое сопровождение цели по углам, по дальности и скорости до старта ракеты и после её старта до встречи с целью, выработка команд управления на автопилот для наведения ракеты на цель.
Выработка команд управления в головке самонаведения (ГСН) производится в соответствии с самонаведением по методу пропорционального сближения или с самонаведением по методу постоянного угла упреждения между вектором скорости ракеты и линией визирования «ракета — цель».
Метод самонаведения выбирается цифровой вычислительной машиной радиолокатора подсвета цели (РПЦ) до пуска ракеты.
Если время полёта ракеты до точки встречи больше 70 секунд (стрельба в дальнюю зону), то применяется самонаведение по методу постоянного угла упреждения с автоматическим переключением на 30-й секунде полёта на метод пропорционального сближения. Если время полёта ракеты до точки встречи меньше 70 секунд (стрельба в ближнюю зону), то применяется только метод пропорционального сближения.
В обоих случаях независимо от дальности стрельбы встреча ракеты с целью происходит методом пропорционального сближения.

## Ракетный дивизион
Каждый дивизион С-200 имеет 6 пусковых установок 5П72, аппаратную кабину К-2В, кабину подготовки к старту К-3В, распределительную кабину К21В, дизельную электростанцию 5Е67, 12 автоматических заряжающих машин 5Ю24 с ракетами и антенный пост К-1В с радиолокатором подсвета цели 5Н62В. В состав зенитно-ракетного полка обычно входят 3-4 дивизиона и один технический дивизион.

### Радиолокатор подсвета цели
Радиолокатор подсвета цели (РПЦ) системы С-200 имеет наименование 5Н62 (НАТО: Square Pair), дальность зоны обнаружения — около 400 км. Состоит из двух кабин, одну из которых составляет собственно радиолокатор, а во второй находится пункт управления и ЦВМ «Пламя-КВ». Используется для сопровождения и подсвета целей. Является основным слабым местом комплекса: имея параболическую конструкцию, способен сопровождать только одну цель, в случае обнаружения отделяющейся цели вручную переключается на неё. Имеет высокую непрерывную мощность в 3 кВт, с чем связаны частые случаи неверного перехвата более крупных целей. В условиях борьбы с целями на дальностях до 120 км может переключаться в сервисный режим с мощностью сигнала 7 Вт для уменьшения помех. Общий коэффициент усиления пятиступенчатой системы усиления-понижения частоты — около 140 дБ. Основной лепесток диаграммы направленности — двойной, сопровождение цели по азимуту осуществляется по минимуму между частями лепестка с разрешением в 2". Узкая диаграмма направленности в какой-то мере защищает РПЦ от оружия на основе ЭМП.
Захват цели осуществляется в штатном режиме по команде с КП полка, выдающей информацию об азимуте и дальности до цели с привязкой к точке стояния РПЦ. При этом РПЦ автоматически разворачивается в нужную сторону и в случае необнаружения цели переключается в режим секторного поиска. После обнаружения цели РПЦ определяет дальность до неё с помощью фазокодоманипулированного сигнала и сопровождает цель по дальности, в случае захвата цели головкой ракеты выдаётся команда на пуск. В случае постановки помех ракета наводится на источник излучения, при этом станция может не подсвечивать цель (работать в пассивном режиме), дальность выставляется вручную. В случаях, когда мощности отражённого сигнала не хватает для захвата цели ракетой на позиции, предусмотрен пуск с захватом цели в воздухе (на траектории).
Для борьбы с низкоскоростными целями существует специальный режим работы РПЦ с ЧМ[прояснить], позволяющий их сопровождать.

### Другие РЛС
- П-14/5Н84А(«Дубрава»)/44Ж6 («Оборона») (Код НАТО: Tall King) — РЛС раннего обнаружения (дальность 600 км, 2-6 оборотов в минуту, максимальная высота поиска 46 км)
- 5Н87(Кабина 66)[2]/64Ж6 (Небо) (Код НАТО: Back Net или Back Trap]) — РЛС раннего предупреждения (со специальным низковысотным обнаружителем, дальность 380 км, 3-6 оборота в минуту, 5Н87 комплектовался 2 или 4 высотомерами ПРВ-13, а 64Ж6 комплектовался ПРВ-17)
- 5Н87М — цифровая РЛС (электрический привод вместо гидравлического, 6-12 оборотов в минуту)
- П-35/37 (Код НАТО: Bar Lock/Bar Lock B) — РЛС обнаружения и сопровождения (дальность 392 км, 6 оборотов в минуту)
- П-15М(2) (Код НАТО: Squat Eye) — РЛС обнаружения (дальность 128 км)

## Модификации комплекса
- С-200 «Ангара» (первоначально С-200А) — ракета В-860 (5В21) или В-860П (5В21А), принят на вооружение в 1967 году, дальность — 160 км высота — 20 км;
- С-200В «Вега» — помехозащищённая модификация комплекса, модернизированы стрельбовой канал, командный пункт К-9М, применена модифицированная ракета В-860ПВ (5В21П). Принят на вооружение в 1970 году, дальность — 180 км, минимальная высота цели снижена до 300 м;
  - С-200М «Вега-M» — модернизированный вариант С-200В, в части применения унифицированной ракеты В-880 (5В28) с осколочно-фугасной или В-880Н (5В28Н) с ядерной боевой частью (ЗУР В-880 разработана после прекращения работ над В-870). Использованы твердотопливные стартовые ускорители, дальняя граница зоны поражения увеличена до 240 км (по барражирующему самолёту ДРЛО — до 255 км), высота цели — 0,3 — 40 км. Испытания проходили с 1971 года. Помимо ракеты, изменениям подверглись КП, ПУ и кабина К-3(М)[3][4];
  - С-200ВЭ «Вега-Э» — экспортный вариант комплекса, ракета В-880Е (5В28Е), только осколочно-фугасная БЧ, дальность — 240 км
- С-200Д «Дубна» — модернизация С-200 в части замены РПЦ на новый, применения более помехозащищённых ЗУР 5В25В, В-880М (5В28М) или В-880МН (5В28МН, с ядерной БЧ), дальность увеличена до 300 км, высота цели — до 40 км. Разработка началась в 1981 году, испытания проходили в 1983—1987 годах. Серия выпускалась в ограниченном количестве.

## На вооружении
- Болгария — 12 ПУ (4 дивизиона) на вооружении по состоянию на 2024 год[5]
- Иран — 10 ПУ (3 дивизиона) на вооружении по состоянию на 2023 год[6]
- Казахстан — 3 ПУ (1 дивизион) на вооружении по состоянию на 2023 год[7]
- КНДР — 10 ПУ (3 дивизиона) на вооружении по состоянию на 2023 год[8]
- Польша — 3 ПУ (1 дивизион) на вооружении по состоянию на 2023 год[9]
- Сирия — 24 Пу (8 дивизионов), по состоянии на 2016 год.[10] Имеются на вооружении по состоянию на 2023 год[11]
- Туркменистан — 12 ПУ (4 дивизиона) на вооружении по состоянию на 2023 год[12]
- Украина — в ноябре 2013 года было заявлено о снятии с вооружения[13], в 2023—2024 гг. появилась информация о применении модернизированных комплексов по наземным и воздушным целям[14][15][16].

### Бывшие эксплуатанты
- Азербайджан — имеются по состоянию на 2023 год, статус неясен[17]
- Венгрия — состоял на вооружении по состоянию на 1991—1992 год[18]
- ГДР/ Германия — 2 крыла ПВО по 2 дивизиона ЗРК С-200 состояли на вооружении по состоянию на 1991—1992 год[19]
- Грузия — состоял на вооружении по состоянию на 2007 год[20]
- Ливия — 4 бригады ПВО включающие 2 дивизиона по 6 ПУ С-200 (до 48 ПУ) на вооружении по состоянию на 2010 год[21]
- Монголия — статус неизвестен[22]
- СССР — 130 комплексов дальнего перехвата, включающие 1950 ПУ С-200 состояли на вооружении по состоянию на 1991—1992 год[23]
  -  Беларусь — С-200 сняты с вооружения в период 2010—2015 год[24]
  -  Россия — сняты с вооружения[источник не указан 737 дней].
  -  Узбекистан — на вооружении по состоянию на 2020 год[25][26]
- Чехословакия — перешел к Чехии.
  - Чехия — состоял на вооружении по состоянию на 1991—1992 год[27], 2 дивизиона

## Эксплуатация
Из реальных специфических целей для системы С-200 (недосягаемых для прочих ЗРК) оставались только скоростные и высотные разведчики SR-71, а также самолёты дальнего радиолокационного дозора и постановщики активных помех, действующие с большего удаления, но в пределах радиолокационной видимости.
Неоспоримым достоинством комплекса было применение самонаведения ракет — даже не реализуя полностью свои возможности по дальности, С-200 дополняла комплексы С-75 и С-125 с радиокомандным наведением, существенно усложняя для противника задачи ведения как радиоэлектронной борьбы, так и высотной разведки. Особенно явно преимущества С-200 над указанными системами могли проявиться при обстреле постановщиков активных помех, служивших почти идеальной целью для самонаводящихся ракет С-200.
По этой причине долгие годы самолёты-разведчики США и стран НАТО, в том числе SR-71, были вынуждены совершать разведывательные полёты только вдоль границ СССР и стран Варшавского договора.
С начавшимся в 1980-е годы переходом войск ПВО на новые комплексы С-300П, система С-200 начала постепенно сниматься с вооружения. К середине 1990-х комплексы С-200 «Ангара» и С-200В «Вега» были полностью сняты с вооружения войск ПВО России, в строю осталось лишь небольшое число комплексов С-200Д. После распада СССР комплексы С-200 остались на вооружении ряда бывших союзных республик.

### Происшествия
Гражданский самолёт Ту-154 авиакомпании «Сибирь», летевший из Тель-Авива (Израиль) в Новосибирск, потерпел крушение 4 октября 2001 года. Согласно заключению Межгосударственного авиационного комитета, он был непреднамеренно сбит ракетой 5В28 комплекса С-200В, которая была выпущена с территории Крыма дивизионом 96-й зенитно-ракетной бригады войск ПВО Украины. Все находившиеся на борту самолёта 78 человек (66 пассажиров и 12 членов экипажа) погибли.

## Боевое применение

### Сирия
6 декабря 1983 сирийские ЗРК С-200, управляемые советскими расчётами, двумя ракетами сбили три израильских БПЛА MQM-74.
В марте 2017 года командование Сирийских арабских ВС заявило, что четыре самолёта ВВС Израиля вторглись в воздушное пространство Сирии. По сообщениям израильской прессы, в ответ самолёты были обстреляны ракетами комплекса С-200. Обломки ракет упали на территории Иордании. Сирийцы сообщили, что, якобы, один самолёт был сбит, израильтяне — что «… безопасность израильских граждан или самолётов ВВС не была под угрозой».
16 октября 2017 года сирийский комплекс С-200 выпустил одну ракету по израильскому самолёту, находившемуся над соседним Ливаном. По утверждению сирийского командования, самолёт был подбит. По израильским данным, ответным ударом был выведен из строя радиолокатор подсвета цели.
10 февраля 2018 один F-16 израильских ВВС был сбит, он упал на севере еврейского государства. Пилоты катапультировались, состояние одного из них оценивается как тяжёлое. По словам представителей Армии обороны Израиля, огонь по самолёту вёлся из ЗРК С-200 и «Бук».
14 апреля 2018 года сирийское правительство использовало ЗРК С-200 для противодействия ракетному удару США, Британии и Франции в 2018 году. Было выпущено восемь ракет, но целей не поразили.
10 мая 2018 года сирийская система ПВО использовала комплексы С-200, наряду с другими системами ПВО, для противодействия ударам Израиля. По заявлениям Израиля, ответным огнём был уничтожен один из комплексов С-200.
17 сентября 2018 года ВВС Израиля попытались атаковать иранские объекты в Сирии, но попали в Сирийский институт отраслей промышленности, который и являлся целью атаки. Огнём сирийских ПВО из комплекса С-200 по ошибке был сбит самолёт радиоэлектронной разведки Ил-20 ВКС России, погибли все 15 членов экипажа.
В ночь с 21 на 22 апреля 2021 года ВВС Израиля атаковали иранские объекты в Сирии. Одна из использованных сирийской ПВО ракет от ЗРК С-200 потеряла цель и пролетела порядка 200 километров в глубь территории Израиля, после чего её обломки упали в районе посёлка Ашалим в Негеве. Часть обломков упала в пустой бассейн жилого дома. Министр обороны Израиля Бени Ганц официально признал, что попытка сбить эту ракету не удалась.

### Ливия
В 1984 году этот комплекс приобрела Ливия. 24 марта 1986 года, по ливийским данным, комплексами С-200ВЭ над водами залива Сидра было сбито 3 американских штурмовика, 2 из которых были А-6Е «Интрудер», а по данным М. Каддафи — три F-14. Американская сторона опровергла эти потери. В СССР тремя организациями (ЦКБ «Алмаз», испытательный полигон и НИИ Минобороны) было проведено компьютерное моделирование боя, давшее вероятность поражения каждой из воздушных целей в диапазоне от 96 до 99 %.
Комплексы С-200 всё ещё состояли на вооружении Ливии накануне военной операции НАТО в 2011 году, однако об их применении в ходе этой войны ничего не известно. По признанию офицера ливийской армии, боеготовность ливийских С-200 составляла 10 %, но официально докладывали о 60 %, опасаясь расстрела.

### Украина
В 2023 в ходе российского вторжения в Украину было зафиксировано падение ракеты В-880 комплекса С-200 около посёлка Бытошь Брянской области России. По данным экспертов и разведки Великобритании, Украина использовала С-200, переоборудованные для нанесения ударов по наземным целям, для атак по различным объектам, включая Крымский мост и центр Таганрога.
23 февраля 2024 над Азовским морем ракетой С-200 был сбит российский самолёт ДРЛО А-50. Все 10 членов экипажа самолета погибли. Обломки упали в районе населенного пункта Трудовая Армения Краснодарского края России.

## Галерея
Пусковая установка 5П72В ЗРК С-200В Вега в Парке «Патриот».
- ЗУР 5В28
- ПУ 5П72В